# 디스넥테스 브레비스
디스넥테스 브레비스(Dysnectes brevis)는 트리코조아류에 속하는 원생생물 종의 하나이다.